# Old Saybrook
Old Saybrook est une station balnéaire américaine située dans le comté de Middlesex dans l'État du Connecticut. En 2010, sa population était de 10 242 habitants. L'actrice Katharine Hepburn y a vécu de 1936 à sa mort, en 2003.
Old Saybrook devient une municipalité en 1854, en se séparant de Saybrook (aujourd'hui Deep River). Saybrook est alors le plus ancien (en anglais : old) nom de ville du Connecticut : elle s'appelle ainsi depuis 1636, car elle était la propriété des lords Say et Brook.
La municipalité s'étend aujourd'hui sur une superficie de 21,58 milles carrés (55,89 km2), dont 6,53 milles carrés (16,91 km2) d'étendues d'eau.

## Origines
En 1623, peu après avoir établi leur premier comptoir à Governors Island, les colons néerlandais construisirent un éphémère entrepôt à l'emplacement d'Old Saybrook. Ils baptisèrent l'endroit Kievits Hoek (le « coin des pluviers »), mais l'abandonnèrent au profit du port permanent de La Nouvelle-Amsterdam. En 1633, ils fondèrent plus au nord Huys de Goede Hoop, qui deviendra la ville de Hartford.
Les Anglais aménagèrent la colonie de Saybrook à l'embouchure du Connecticut à la fin de l'année 1635. John Winthrop (fils) en fut désigné le gouverneur par les fidéicommis du comte de Warwick. Il était secondé par un lieutenant de Cromwell, le colonel George Fenwick, qui repartit en Angleterre l'année suivante.
Le comptoir de Kievits Hoek, devenu Fort Saybrook, fut cerné pendant huit mois par les indiens Pequot, de septembre 1636 à mars 1637. C'était une expédition punitive répondant à l'attaque des colons anglais en Baie du Massachusetts au mois d'août précédent. Tous les colons quittant la palissade du fort étaient exécutés : il y eut plus de vingt victimes. Simultanément, les Indiens coupaient l'approvisionnement par la rivière avec les villages de Windsor, Wethersfield et Hartford. Anglais et Indiens apprirent ainsi à connaître leurs tactiques respectives, et cela explique en partie l'assaut réussi contre Fort Mystic au mois de mai 1637.
En 1644, Fenwick accepta de fusionner la colonie avec celle, plus nombreuse, du Connecticut, établie quelques kilomètres en amont.
En 1647, le commandant John Mason prit le commandement de Fort Saybrook qui contrôlait le trafic fluvial. Le fort, bientôt incendié, fut reconstruit et même renforcé. Mason demeura 12 ans en poste et fut nommé commissaire-général de la Confédération de Nouvelle-Angleterre, fonction concentrant celles de gouverneur militaire, juge et chef de la police.
En 1659, presque tous les colons de Saybrook, ayant acheté des terres au sachem de la tribu des Mohegan, Uncas, quittèrent leur village pour fonder Norwich, dans le Connecticut. Deux ans plus tard, à la suite de la mort suspecte de Marie Marvin et d'autres colons, un couple, Margaret et Nicholas Jennings, fut accusé et jugé pour sorcellerie ; il fut relaxé faute de preuves.
Le 9 octobre 1701 le premier lycée (Collegiate School) du Connecticut ouvrit ses portes à Old Saybrook. Transplanté à New Haven en 1716, il prit ensuite le nom d'université Yale.
L'assemblée générale du comté a détaché Old Saybrook de Saybrook en 1852. Old Saybrook fut divisée à nouveau en 1854, les faubourgs nord formant la nouvelle ville d'Essex.

## Démographie
| 1860  | 1870  | 1880  | 1890  | 1900  | 1910  |
| ----- | ----- | ----- | ----- | ----- | ----- |
| 1 105 | 1 215 | 1 302 | 1 484 | 1 431 | 1 516 |

| 1920  | 1930  | 1940  | 1950  | 1960  | 1970  |
| ----- | ----- | ----- | ----- | ----- | ----- |
| 1 463 | 1 643 | 1 985 | 2 499 | 5 274 | 8 468 |

| 1980  | 1990  | 2000   | 2010   | - | - |
| ----- | ----- | ------ | ------ | - | - |
| 9 287 | 9 552 | 10 367 | 10 242 | - | - |